# Aguas Santas Ocaña Navarro
Aguas Santas Ocaña Navarro (sinh ngày 23 tháng 4 năm 1963), là Đệ nhất Phu nhân của Honduras. Aguas Santas, tên gọi đôi của bà, có nghĩa là "nước thánh" trong tiếng Tây Ban Nha.

## Hôn nhân và Đệ nhất Phu nhân
Ocaña Navarro là vợ của cựu Tổng thống Ricardo Maduro, kết hôn với ông khi ông đã là Tổng thống vào tháng 10 năm 2002 sau khi gặp ông trong một thời gian 2 năm làm việc tại Đại sứ quán Tây Ban Nha ở Tegucigalpa. Bà đã nhận được hai quốc tịch Tây Ban Nha-Honduras vào năm 2004. Cuộc hôn nhân của bà với Maduro đã kết thúc trong vụ ly dị vào năm 2006 khi nhiệm kỳ của Maduro trong văn phòng kết thúc.

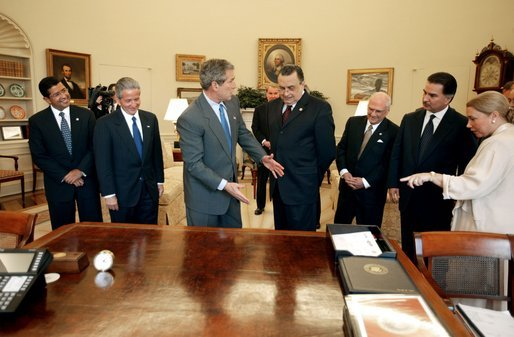
Ở bên phải, với Maduro (thứ hai từ trái sang) và Chủ tịch Trung Mỹ và Hoa Kỳ.

## Làm việc với và nuôi con nuôi
Vào tháng 1 năm 2003, Aguas Santas đến thăm El Hogar de Niños Emanuel ở San Pedro Sula, cùng với một số giám đốc điều hành của các tập đoàn Tây Ban Nha điều hành các nhà máy ở thành phố đó. Họ hy vọng nâng cao nhận thức cho trẻ em mồ côi còn lại trong nhiều trại trẻ mồ côi là kết quả của cơn Bão Mitch, đã tàn phá Honduras vào năm 1998.
Bà đã hợp pháp nuôi hai đứa con, nhưng bây giờ bàcó 13 đứa con trong sự chăm sóc của bà, tất cả đều đi cùng bà đến Nicaragua vào ngày 27 tháng 1 năm 2006, ngày bà không còn là đệ nhất phu nhân nữa. Bà làm việc ở đó với những đứa trẻ Nicaragua khi cần, và giúp vợ của Nicaragua sau đó là Tổng thống, Enrique Bolaños. Năm đứa trẻ được nhận nuôi hợp pháp được gọi là Leidy Jackeline, Kevin Josué, Francis, Joan và Jackie.
Là Đệ nhất Phu nhân Honduras bà đặc biệt nổi tiếng về công việc của mình với trẻ em đường phố à thăm những người bạn tù. Bà đã tạo ra một chương trình, "Cero Niños en las Calles", hướng đến việc loại bỏ trẻ em làm việc trên các đường phố của Honduras. Chương trình này đã bị chỉ trích nặng nề bởi các đối thủ chính trị của chồng bà. Ocaña Navarro tiếp tục đấu tranh cho quyền trẻ em, bằng cách tố cáo một tổ chức có trụ sở tại Hoa Kỳ bị cáo buộc tham gia vào việc bán trẻ em nuôi bằng cách sử dụng internet để thu hút khách hàng tiềm năng.